# Dinastía Oróntida
La dinastía Oróntida, también conocida por su nombre nativo, Yervanduni (Armenio: Երվանդունիներ), fue una dinastía hereditaria que gobernó el estado sucesor del reino de la Edad del Hierro, de Urartu. Los Oróntidas establecieron su supremacía sobre Armenia aproximadamente en tiempos de las invasiones escitas y medos del siglo VI a. C.
Miembros de la dinastía Oróntida armenia gobernaron intermitentemente durante el periodo que abarca desde el siglo VI a. C. hasta al menos el siglo II a. C., primero como reyes clientes o sátrapas de los imperios Medo y Aqueménida, que establecieron un reino independiente después del derrumbamiento del Imperio aqueménida, y más tarde como reyes de Sophene y Comagene, que finalmente sucumbieron al Imperio romano.

## Fondo histórico

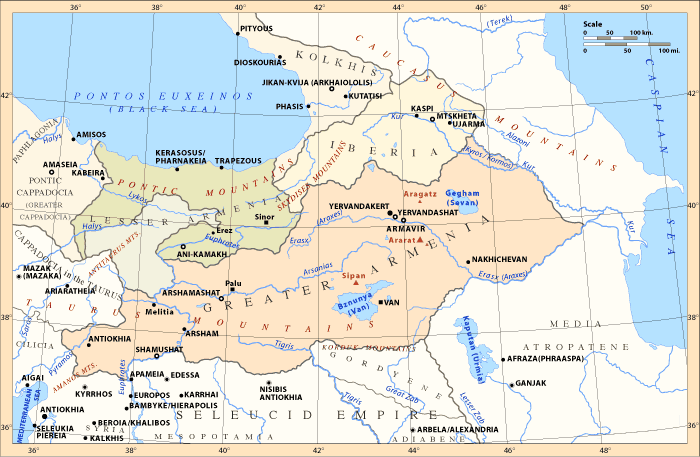
La satrapía de Armenia bajo la dinastía Oróntida

El nombre Orontes es la forma helenizada de un nombre masculino de origen iraní; Երուանդ Eruand en Idioma armenio. El nombre está atestiguado sólo en griego (Gr.:Ὀρόντης). Su conexión avéstica es Auruuant (valiente, héroe) y la persa-meda, Arwand (Moderno persa اروند Arvand). Algunos han sugerido una continuidad con el nombre hitita Arnuwanda. Varias transcripciones griegas del nombre en fuentes clásicas la han deletreado como Orontes, Aruandes o Ardoates. La presencia de esta dinastía está atestiguada al menos desde 400 a. C., y se pueda demostrar que gobernó originalmente desde Armavir, y posteriormente desde Yervandashat. La fecha precisa de la fundación de la dinastía oróntida es debatida por los estudiosos, pero hay un consenso de que ocurrió después de la destrucción de Urartu por los escitas y los medos, alrededor de 612 a. C.

## Reyes oróntidas y sátrapas de Armenia

Armenia Oróntida en 250 a. C.

Poco se sabe sobre los orígenes de la dinastía Oróntida. Algunos historiadores creen que sus reyes eran de origen urartiano. Otros historiadores, sin embargo, creen que la dinastía puede haber sido de origen iraní.
Jenofonte menciona un rey armenio llamado Tigranes en su Ciropedia. Era aliado de Ciro II el Grande, con quien iba de caza. Tigranes pagó tributo a Astiages. Su hijo mayor también se llamaba Tigranes. Al estallido de hostilidades entre medos y babilonios, Tigranes había renunciado a sus obligaciones con los medos. Como sucesor de Astiages, Ciro reclamó el mismo tributo. Estrabón corrobora esto en su Geografía (xi.13.5). En 521 a. C., con los disturbios ocurridos después de la muerte de Cambises II y la proclamación de Esmerdis como rey, los armenios se sublevaron. Darío I envió a un armenio llamado Dâdarši para sofocar la revuelta, más tarde sustituido por el persa Vaumisa quien derrotó a los armenios el 20 de mayo de 521 a. C., Por el mismo tiempo, otro armenio de nombre Arakha, hijo de Haldita, reclamó ser el hijo del último rey de Babilonia, Nabonido, y se rebautizó Nabucodonosor IV. Su rebelión tuvo corta vida y fue suprimida por Intaphrenes, portador del arco de Darío.

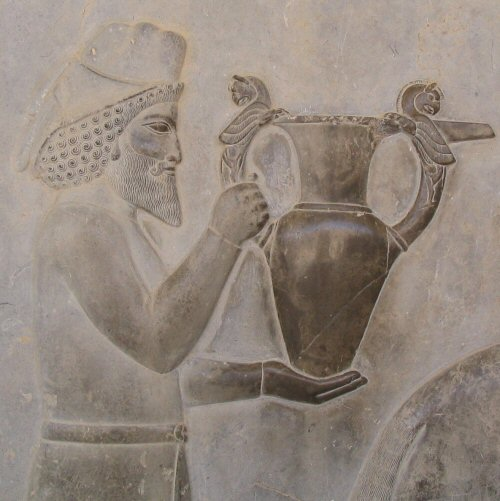
Un armenio portador de tributo que lleva una vasija de metal con mangos de grifo. Siglo V a. C.

Estos acontecimientos están descritos en detalle en la Inscripción de Behistún. Después de la reorganización administrativa del Imperio persa, Armenia fue convertida en varias satrapías. Los sátrapas armenios se casaban regularmente con la familia del Rey de Reyes. Estos sátrapas proporcionaron contingentes a la invasión de Jerjes I a Grecia en 480 a. C. Heródoto dice que los armenios en el ejército de Jerjes "estaban armados como los frigios". En 401 a. C., Jenofonte marchó a través de Armenia con un gran ejército de mercenarios griegos. Jenofonte menciona dos individuos con el nombre de Orontes, aparentemente ambos persas. Uno era un noble y oficial militar de alto rango, perteneciente a la familia real; como comandante de la ciudadela de Sardes, libró una guerra contra Ciro el Joven, e intentó traicionar a Artajerjes II Memnon poco antes de la batalla de Cunaxa, pero fue tomado prisionero y sentenciado a muerte por un tribunal marcial. La Anábasis de Jenofonte tiene una descripción detallada del país. Allí se dice que la región cerca el río Centrites fue defendida por el sátrapa de Armenia de Artajerjes II, llamado Orontes, hijo de Artasyras que tuvo contingentes armenios, así como aladorianos. Tiribaz es mencionado como hipparchos (vicegobernador) de Armenia bajo Orontes, que más tarde se convirtió en sátrapa de Lidia.
En 401 a. C. Artajerjes le dio su hija Rodoguna en matrimonio. En dos inscripciones del rey Antíoco I de Comagene en su monumento en Nemrut, un Orontes, llamado Aroandes (hijo de Artasouras y marido de Rodoguna, hija de Artajerjes), es considerado, entre otros, como antepasado de los Oróntidas que gobernaron Comagene, que remontaba su familia a Darío I. Diodoro Sículo menciona a otro Orontes, posiblemente el mismo que en 362 a. C. era sátrapa de Misia y uno de los dirigentes de la revuelta de los sátrapas de Asia Menor. Engañado por su amor al poder y al fraude, traicionó a sus colegas, pero luego se rebeló por segunda vez, probablemente a causa de su insatisfacción con la recompensa del rey, y lanzó varios ataques, que continuaron en el reinado del nuevo rey, Artajerjes III Oco. Durante aquel tiempo, también conquistó y ocupó la ciudad de Pérgamo, pero finalmente tuvo que reconciliarse con el rey. En 349 a. C. fue honrado por un decreto de los atenienses con los derechos cívicos y una corona de oro. Muchas monedas fueron acuñadas por él durante la revuelta de los sátrapas, en Clazómenas, Focea, y Lámpsaco. Los subsiguientes Oróntidas son sus descendientes. Darío III fue el sátrapa de Armenia siguiente a Orontes, de 344 a 336 a. C. Un contingente armenio estuvo presente en la batalla de Gaugamela bajo las órdenes de Orontes y un cierto Mitraustes. Diodoro menciona que Orontes era amigo del general macedonio Peucestas. Armenia formalmente pasó al Imperio Macedonio, cuando sus gobernantes se entregaron a Alejandro Magno. Alejandro nombró a un Oróntida llamado Mithranes gobernador de Armenia, después de la derrota de Orontes II. Con el acuerdo de Babilonia tras la muerte de Alejandro (323 a. C.), Armenia fue asignada a Neoptólemo, que la mantuvo hasta su muerte en batalla en 321 a. C. Alrededor de 302 a. C., la capital fue transferida de Armavir a Yervandashat por Orontes.
Al comienzo de 301 a. C., Armenia fue incluida en la esfera de influencia del Imperio seléucida, pero mantuvo un grado considerable de autonomía, reteniendo a sus gobernantes nativos. Según Polieno, en 227 a. C., el rey rebelde seléucida, Antíoco Hierax se refugió en el territorio armenio gobernado por el rey Arsames, fundador de la ciudad de Arsamosata. Hacia finales de 212 a. C., el país se dividió en dos reinos, ambos vasallos de los seléucidas: Gran Armenia y Armenia Sophene, que incluía a Comagene o Armenia Menor. Antíoco III el Grande, decidido a suprimir las dinastías locales, asedió Arsamosata. Jerjes se rindió, e imploró la clemencia del rey, quien le aceptó como soberano. Antíoco dio a su hermana Antióquida a Jerjes como esposa, la cual, más tarde, asesinó a Jerjes. La Gran Armenia fue gobernada después por un descendiente de Hydarnes, el último gobernante Oróntida de Gran Armenia (Estrabón xi.14.15); al parecer fue sometido por Antíoco III el Grande, quien dividió la tierra entre sus generales Artaxias (Artashes) y Zariadris (Zareh), los cuales reclamarían descender de la familia Oróntida.

## Oróntidas de Comagene
En Nemrut Dagi, frente a las estatuas de los dioses, hay una larga fila de pedestales, en las que se colocaron las estelas de los antepasados griegos de Antíoco. En ángulo recto a esta fila estaba otra fila de estelas, describiendo a sus antepasados Oróntidas y Aqueménidas. De estas estelas, quedan las de Darío y Jerjes. Delante de cada estela hay un altar pequeño. Se han encontrado inscripciones sobre dos de esos altares. Antíoco puso mucho empeño en que todo el mundo fuera consciente de su relación con la dinastía del Rey de Reyes, Darío I, por el matrimonio de la princesa Rodoguna con su antepasado Orontes. El padre de Rodoguna era el rey persa, Artajerjes. En 401 a. C. derrotó a su hermano menor, quien intentó echarle de su trono. Debido a la ayuda que Artajerjes recibió de su comandante militar y sátrapa de Armenia, Orontes, le dio su hija en matrimonio. Su descendiente, el Oróntida Mitrídates I de Comagene Calinico, se casó con la princesa seléucida, Laódice VII Tea Filadelfos.

## Reyes Oróntidas en la tradición armenia
- Orontes I Sakavakyats (570-560 a. C.)
- Tigranes Oróntida (560-535 a. C.)
- Vahagn (530-515 a. C.)
- Hidarnes I (finales VI siglo a. C.)
- Hidarnes II (principio siglo V a. C.)
- Hidarnes III (mitad siglo V a. C.)
- Ardashir (segunda mitad siglo V a. C.)

## Reyes y sátrapas
- Orontes I (401-344 a. C.)
- Daríos Codomano (344-336 a. C.)

### Dinastía Oróntida de Armenia
- Orontes II (336-331 a. C.)
- Mithranes (331-323 a. C.)
- Pérdicas (no dinástico) (323 a. C.)
- Neoptólemo (no dinástico) (323-321 a. C.)
- Eumenes de Cardia (no dinástico) (321 a. C.)
- Mithrenes (321-317 a. C.)
- Orontes III (317-260 a. C.)
- Sames de Armenia (Armenia y Sophene c. 260 a. C.)
- Arsames I (260 a. C.-228 a. C.) (Armenia, Sophene, y Comagene)
- Charaspes (dudoso)
- Arsames II (Sophene c. 230 a. C., posiblemente la misma persona que Arsames I)
- Jerjes de Armenia (228-212 a. C.) (Sophene y Comagene)
- Abdisares (212-200 a. C.) (Sophene y Commagene)
- Orontes IV (228-200 a. C.) (Armenia)
- Ptolomeo de Comagene (201 a. C.-163 a. C.) (Comagene)
- Gobierno seléucida (200-189 a. C.)
- Gobierno artáxida (189-163 a. C.)

### Reyes Oróntidas de Comagene
- Ptolomeo de Comagene 163-130 a. C.
- Sames II de Comagene 130-109 a. C.
- Mitridates I de Comagene Calinico 109-70 a. C.
- Antíoco I Theos de Comagene 70-38 a. C.
- Mitrídates II de Comagene 38-20 a. C.
- Mitrídates III de Comagene 20-12 a. C.
- Antíoco III de Comagene 12 a. C.–17
- Gobierno de Roma 17-38
- Antíoco IV de Comagene 38-72 y esposa, Iotapa